# Tromboza
Tromboza je nastanek krvnega strdka (trombusa) v žili, kar onemogoči ali ovira pretok krvi po krvožilnem sistemu. Velikokrat nastopi tromboembolizem - krvni strdek plava po krvi, dokler ne doseže tako ozkega dela žile, da se začepi. 

## Vzroki
Načeloma tromboza nastopi zaradi abnormalnosti v enem od naslednjih lastnosti:
- sestava krvi,
- kakovost žilnih sten,
- narava toka krvi.

Najpogosteje trombus nastane zaradi poškodbe žilne stene in zaradi upočasnitve toka krvi na mestu poškodbe. Včasih je vzrok tudi anomalija strjevanja krvi.

## Tipi tromboz (klasifikacija)
Tromboze razdelimo glede na žilo, ki jo strdek prizadene:
- venska tromboza
  - globoka venska tromboza
  - tromboza dverne vene
  - tromboza ledvične vene
  - tromboza jetrne vene
  - Paget-Schrötterjev sindrom (tromboza ven zgornjih okončin)
  - sindrom torakalnega izhoda
- arterijska tromboza
  - možganska kap oz. cerebrovaskularni insult
  - srčna kap oz. miokardni infarkt
  - sindrom torakalnega izhoda